# Tarachodes afzelii
Tarachodes afzelii är en bönsyrseart som först beskrevs av Stal 1871.  Tarachodes afzelii ingår i släktet Tarachodes och familjen Tarachodidae. Inga underarter finns listade i Catalogue of Life.